# Gare de Wattignies - Templemars
La gare de Wattignies - Templemars est une gare ferroviaire française de la ligne de Paris-Nord à Lille, située sur le territoire de la commune de Templemars, en limite de la commune voisine de Wattignies, dans le département du Nord, en région Hauts-de-France.
Elle est mise en service en 1879 par la compagnie des chemins de fer du Nord.
C'est une halte voyageurs de la Société nationale des chemins de fer français (SNCF), desservie par des trains TER Hauts-de-France.

## Situation ferroviaire
Établie à 36 mètres d'altitude, la gare de Wattignies - Templemars est située au point kilométrique (PK) 242,960 de la ligne de Paris-Nord à Lille, entre les gares de Seclin et de Ronchin.

## Histoire
La section de la ligne Paris - Lille, passant par le site actuel de la gare, est mise en service par la compagnie des chemins de fer du Nord en 1846. En 1866, la 27e station de la ligne est la gare de Seclin et la 28e la gare de Lille-Flandres ; il n'y a pas de station pour la desserte du village de « Templemars (866 habitants) » et du gros bourg de « Wattignies (2 233 habitants) ». 

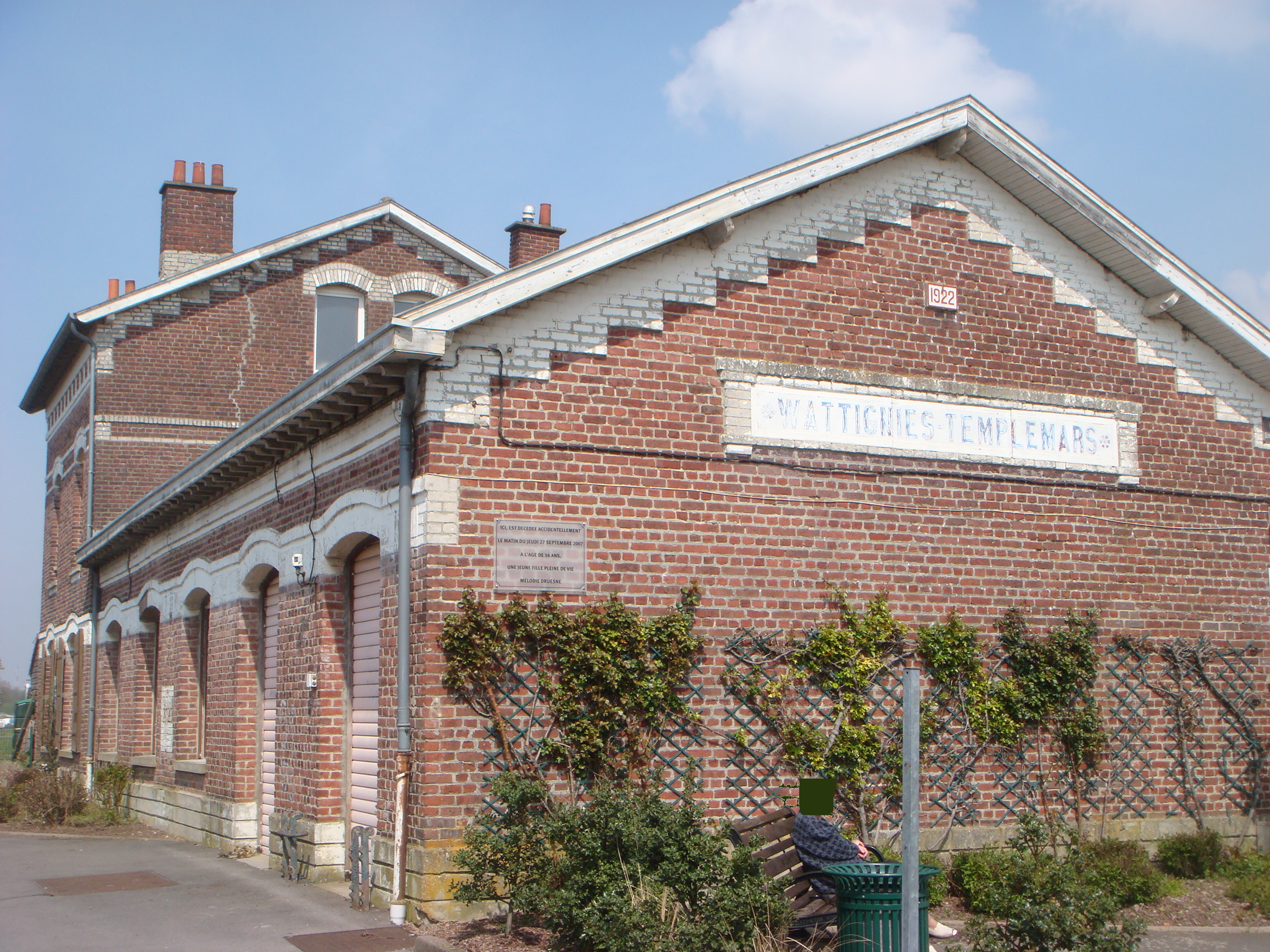
L'ancien bâtiment voyageurs vu d'un quai.

Le passage du chemin de fer sur la commune de Wattignies mobilise les habitants et des membres du conseil municipal. En 1877, une commission est mise en place pour tenter d'ouvrir une halte voyageurs. La compagnie du Nord accepte cette demande et chiffre la part ces communes pour cette ouverture à dix mille francs. La répartition calculée par importance donne : Wattignies 5 000 fr, Templemars 4 000 fr et Vendeville 1 000 fr. Interpellé, le département attribue à chacune des communes 1 000 fr de subvention. À Wattignies, une souscription auprès des habitants, récolte 1 675 fr ; le conseil municipal décide d'apporter le complément. La halte est ouverte le 3 novembre 1879 près du « passage à niveau de l'Amiteuse ».
En 1912, la compagnie supprime une desserte de la « halte Wattigies-Templemars » par un train allant de Lille à Douai.
La gare est détruite pendant la Première Guerre mondiale. Un nouveau bâtiment est construit après la guerre.
De 1960 à 1997, il n'y a pas d'évolution significative. Entre 1997 et 2001, la gare est rénovée comme la totalité des gares et des points d'arrêts entre Lille et Lens. On y ajoute des écrans permettant de connaître l'horaire de passage des prochains trains. 

## Service aux voyageurs

### Accueil
Halte SNCF, c'est un point d'arrêt non géré (PANG) à entrée libre. Elle dispose d'abris de quais et de distributeurs automatiques de titres de transport TER.
Des casiers de stockage Amazon (appelés ici Vandoise) sont disponibles pour les usagers et habitants se faisant livrer.

### Desserte
Wattignies - Templemars est desservie par des trains TER Hauts-de-France circulant entre Douai et Lille-Flandres.

### Billetterie
Sur le quai de la voie 1, un distributeur automatique de titres de transport TER Hauts de France est disponible. Un valideur Pass Pass est installé à l'entrée du quai pour les titres chargés sur carte Pass Pass. Sur le quai de la voie 2, un autre valideur Pass Pass est également installé.

### Intermodalité

#### Transports en commun
La gare est desservie par les lignes 55, 70R et 921 du réseau Ilévia ainsi que par les lignes 852, 856, 858 et 883 du réseau interurbain Arc-en-Ciel 2.

#### Stationnement
Un parking de 34 places, dont une pour les personnes à mobilité réduite (PMR), libre d’accès, se situe le long du quai direction Lille. Un second plus petit de 14 places (dont trois pour les PMR) se situe derrière l'ancien bâtiment voyageurs dans le sens vers Douai.

## Patrimoine ferroviaire
Le bâtiment voyageurs n'a plus d’utilisation ferroviaire et est le siège d'associations locales.
Il s'agit d'un petit bâtiment, du type Reconstruction, construit en remplacement du bâtiment d’origine, après la Première Guerre mondiale. Il possède une façade en briques rouges avec une frise de briques rouges et blanches. L’aile basse, dévolue à l’accueil des voyageurs, possède cinq travées tandis que le corps de logis à étage, de même largeur que l’aile, en possède deux. Les arcs bombés surplombant portes et fenêtres sont réalisés en briques rouges et blanches.